# Cirsium hachijoense
Cirsium hachijoense là một loài thực vật có hoa trong họ Cúc. Loài này được Nakai mô tả khoa học đầu tiên năm 1932.